# Tsinagari
Tsinagari (en georgiano: წინაგარი) o Amdzarin (en osetio: Æмдзарин; en ruso: Амдзарин) es un pueblo que pertenece a la parcialmente reconocida República de Osetia del Sur, parte del distrito de Leningor, aunque de iure pertenece al municipio de Ajalgori de la región de Mtsjeta-Mtianeti de Georgia.

## Geografía
Tsinagari está en la llanura de Tiripon, en el extremo suroeste del municipio de Ajalgori. El pueblo es considerado uno de los más grandes y desarrollados del municipio/raión.  

## Historia
Los primeros colonos osetios, gente del desfiladero de Chsani, una vez llamaron al pueblo Tsinijau (en osetio: Циныхъæу).
Con el establecimiento de la Unión Soviética, el pueblo pasó a llamarse Tsinagari. En el siglo XX, las tierras de Tsinagari se consideraban entre las más fértiles de todo Osetia del Sur.
Durante la duración del conflicto georgiano-osetio hasta la victoria rusa en la guerra ruso-georgiana de 2008, con la que las de facto autoridades de Osetia del Sur establecieron el control sobre el valle de Ksani, Tsingari-Amdzarin fue de facto el centro administrativo del distrito de Leningor. 

## Demografía
La evolución demográfica de Tsinagari entre 1959 y 2015 fue la siguiente:
| 672                                                      | 345 |
| (Fuente: Population of South Ossetia since Soviet times) |     |

Según el censo soviético de 1959, la mayoría de la población local eran osetios.